# Hetaerius
Hetaerius (лат.) — род мирмекофильных жуков-карапузиков (Histeridae). Голарктика. Более 30 видов (большинство в Северной Америке).

## Описание
Мелкие жуки округлой формы. Длина тела 1,3—3 мм. Окраска красно-жёлтая, красно-бурая, смоляно-чёрная. Скапус (стебелёк усиков) уплощённый, лопастевидно расширяется к вершине. Для фауны бывшего СССР указывалось 2 вида. Имеют трихомы — волосковидные железы, выделяющие вещества, которые муравьи с удовольствием слизывают. В гнёздах муравьёв родов Formica, Polyergus, Lasius, Myrmica, Tetramorium.
.

## Систематика
- Карапузик муравьиный, Hetaerius ferrugineus (Olivier, 1789) — Европа, Азия
- Hetaerius blanchardi LeConte, 1878 — Северная Америка
  - =Hetaerius carinistriatus Lewis, 1913
- Hetaerius brunneipennis (Randall, 1838) — Северная Америка (Hister)
- Hetaerius californicus  Horn, 1870 — Северная Америка
- Hetaerius carri  Hatch, 1926 — Северная Америка
- Hetaerius dietrichi  Martin, 1922 — Северная Америка
- Hetaerius exiguus  Mann, 1911 — Северная Америка
  - =Hetaerius nitidus  Martin, 1920
- Hetaerius flavohirtus Krasa, 1944 — Дальний Восток
- Hetaerius gratus Lewis, 1884
- Hetaerius helenae  Mann, 1914 — Северная Америка
- Hetaerius hirsutus  Martin, 1920 — Северная Америка
- Hetaerius hornii  Wickham, 1892 — Северная Америка
- Hetaerius hubbardi  Mann, 1924 — Северная Америка
- Hetaerius loripes Casey, 1916
- Hetaerius minimus  Fall, 1907 — Северная Америка
- Hetaerius morsus  LeConte, 1859 — Северная Америка
- Hetaerius nudus  Martin, 1922 — Северная Америка
- Hetaerius optatus Lewis, 1884
- Hetaerius ottomanus Mazur, 1981
- Hetaerius orbiculatus  Casey, 1924 — Северная Америка
- Hetaerius pilosus  Martin, 1922 — Северная Америка
- Hetaerius schwarzi  Mann, 1924 — Северная Америка
- Hetaerius setosus  Martin, 1922 — Северная Америка
- Hetaerius strenuus  Fall, 1917 — Северная Америка
- Hetaerius tristriatus  Horn, 1874 — Северная Америка
  - =Hetaerius loripes  Casey, 1916
- Hetaerius vandykei  Martin, 1922 — Северная Америка
- Hetaerius wagneri  Ross 1938 — Северная Америка
- Hetaerius wheeleri  Mann, 1911 — Северная Америка
- Hetaerius williamsi  Martin, 1920 — Северная Америка
- Hetaerius zelus  Fall, 1917 — Северная Америка